# Navarrete József
Navarrete József (Santa Clara, Kuba, 1965. december 16. –) olimpiai ezüstérmes magyar vívó.
1977-ben költözött Kubából Budapestre.
Az 1984-es, leningrádi junior vb-n helyezetlen volt. Az 1985-ös, arnhemi junior világbajnokságon hetedik lett. Az 1993-as esseni vb-n egyéniben 5., csapatban első volt. Ugyanebben az évben az Európa-bajnokságon is ötödik helyezést ért el. Az 1994-es vb-n egyéniben 10., csapatban ezüstérmes lett. Az Eb-n ismét ötödik volt. Az 1995-ös világbajnokságon csapatban harmadik lett. A budapesti Európa-bajnokságon hatodik volt. Az 1996-s olimpián egyéniben negyedik, csapatban második helyezést ért el.
Az 1997-es világbajnokságon egyéniben 10., csapatban harmadik volt. Az 1998-as Eb-n egyéniben a dobogó harmadik fokára állhatott. A világbajnokságon csapatban aranyérmes lett. Az 1999-es világbajnokságon 18. helyen végzett, csapatban hetedik volt.

## Díjai, elismerései
- Magyar Köztársasági Arany Érdemkereszt (1996)
- Az év gödöllői egyéni edzője (2013)[3]
- Év edzője Pest megyében (2013)[4]
- A Magyar Érdemrend lovagkeresztje (2022)
- A Magyar Érdemrend tisztikeresztje (2024)[5]